# كيت هدسون (محررة)
كيت هدسون (بالإنجليزية: Kate Hudson)‏ هي محرِّرة بريطانية، ولدت في 1958 في ليدز في المملكة المتحدة.